# Chùa Minh Khánh
Chùa Minh Khánh (chùa Hương Đại, chùa Hương) tọa lạc ở làng Bình Hà thuộc thị trấn Thanh Hà, huyện Thanh Hà, tỉnh Hải Dương; thuộc hệ phái Bắc tông, thờ thờ Phật và đức vua Trần Nhân Tông; là di tích lịch sử văn hóa Quốc gia năm 1990.

## Lược sử
Chùa Minh Khánh được xây dựng vào thời Lý - Trần, được trùng tu nhiều lần vào các thế kỷ 16, 17, 18, 19. Năm 1992, sư trụ trì Thích Đàm tổ chức đại trùng tu ngôi chùa và xây tam quan.

## Cổ vật
Hiện nay, chùa Minh Khánh có khuôn viên rộng hơn 1ha, bên trong còn bảo toàn được hệ thống tượng Phật, vườn tháp cổ và các di vật quý: lưu giữ trên 200 cổ vật như tượng, tháp, bia, cột đá, giếng nước...; 13 đạo phong của các triều Lê, Nguyễn (Vĩnh Khánh, Cảnh Hưng, Gia Long, Minh Mạng, Thiệu Trị, Tự Đức, Đồng Khánh, Duy Tân, Khải Định...) và nghị định xếp hạng di tích của Toàn quyền Đông Dương năm 1925. Ở chánh điện, chùa còn lưu giữ 9 viên ngọc Xá lợi tương truyền là của Trúc Lâm đệ nhất tổ Trần Nhân Tông và tháp lưu huyết của Ngài.

## Lễ hội
Lễ hội chùa Minh Khánh kéo dài 3 ngày liền, chính hội tổ chức vào ngày 1/11 Âm lịch hàng năm, kỷ niệm ngày đức vua Trần Nhân Tông viên tịch trên núi Yên Tử. Phần lễ có lễ rước sắc, rước mâm ngũ quả, lễ mộc dục và lễ tế. Phần hội gồm các trò chơi: cờ người, múa rối nước, chèo, thi mâm ngũ quả, thi làm bánh dầy....